# Міст Сен-Мішель

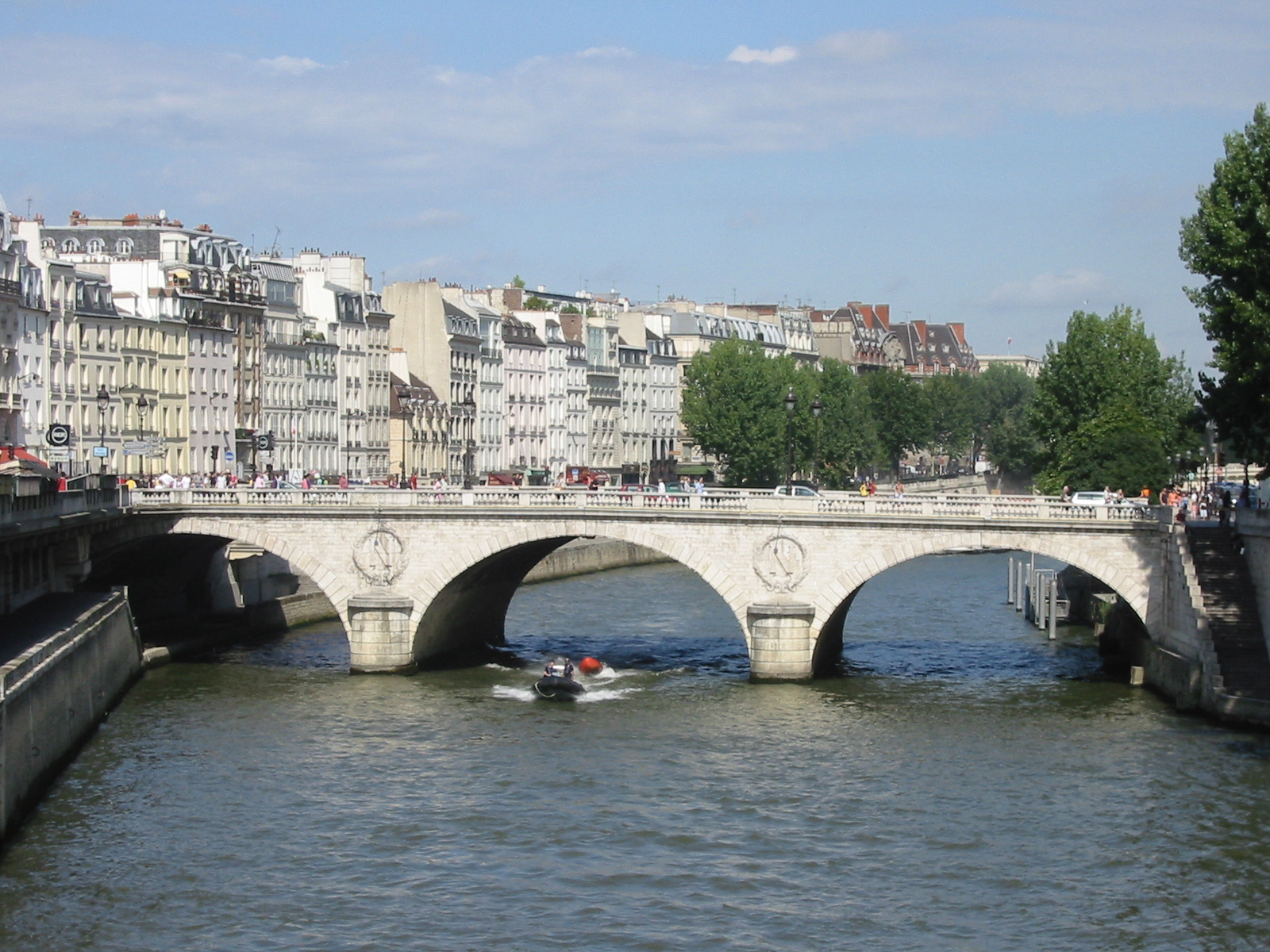
Міст Сен-Мішель

Міст Сен-Мішель (фр. Pont Saint-Michel) — міст у Парижі. Проходить через південний рукав Сени, з'єднуючи площу Сен-Мішель з островом Сіте. Розташований навпроти Мосту Міняйл. Названий на честь каплиці Сен-Мішель, що знаходиться неподалік. Поруч знаходиться однойменна станція метро і Бульвар Сен-Мішель.

## Історія
Побудований в 1378 і з тих пір неодноразово перебудовувався, останній раз — у 1857.
У 2001 на мосту була відкрита меморіальна дошка на згадку про паризький погром 1961 року.
Міст згадується в романі Віктора Гюго «Собор Паризької богоматері».

## Галерея

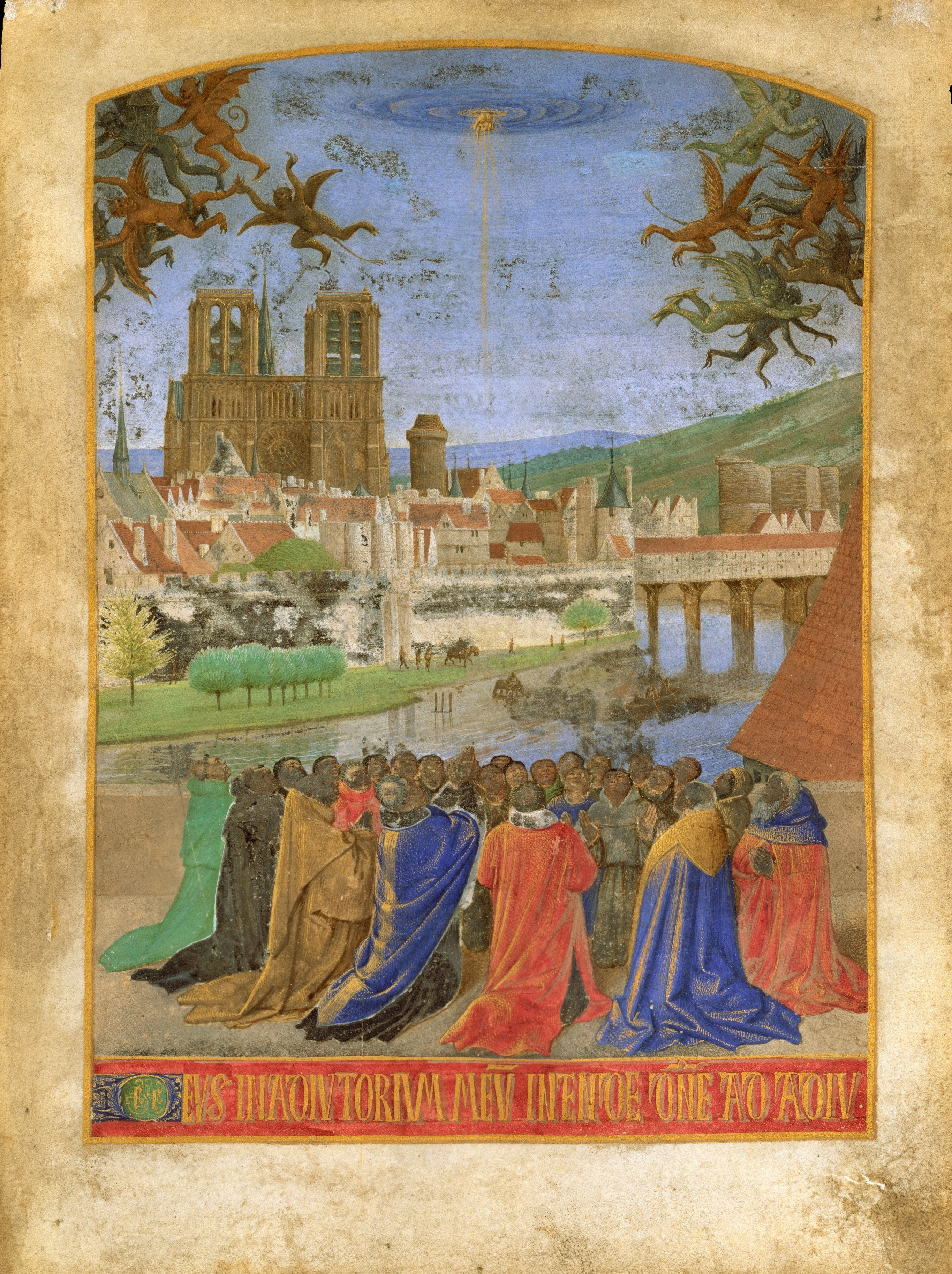
Міст Сен-Мішель на мініатюрі Жана Фуке, між 1452 і 1460.
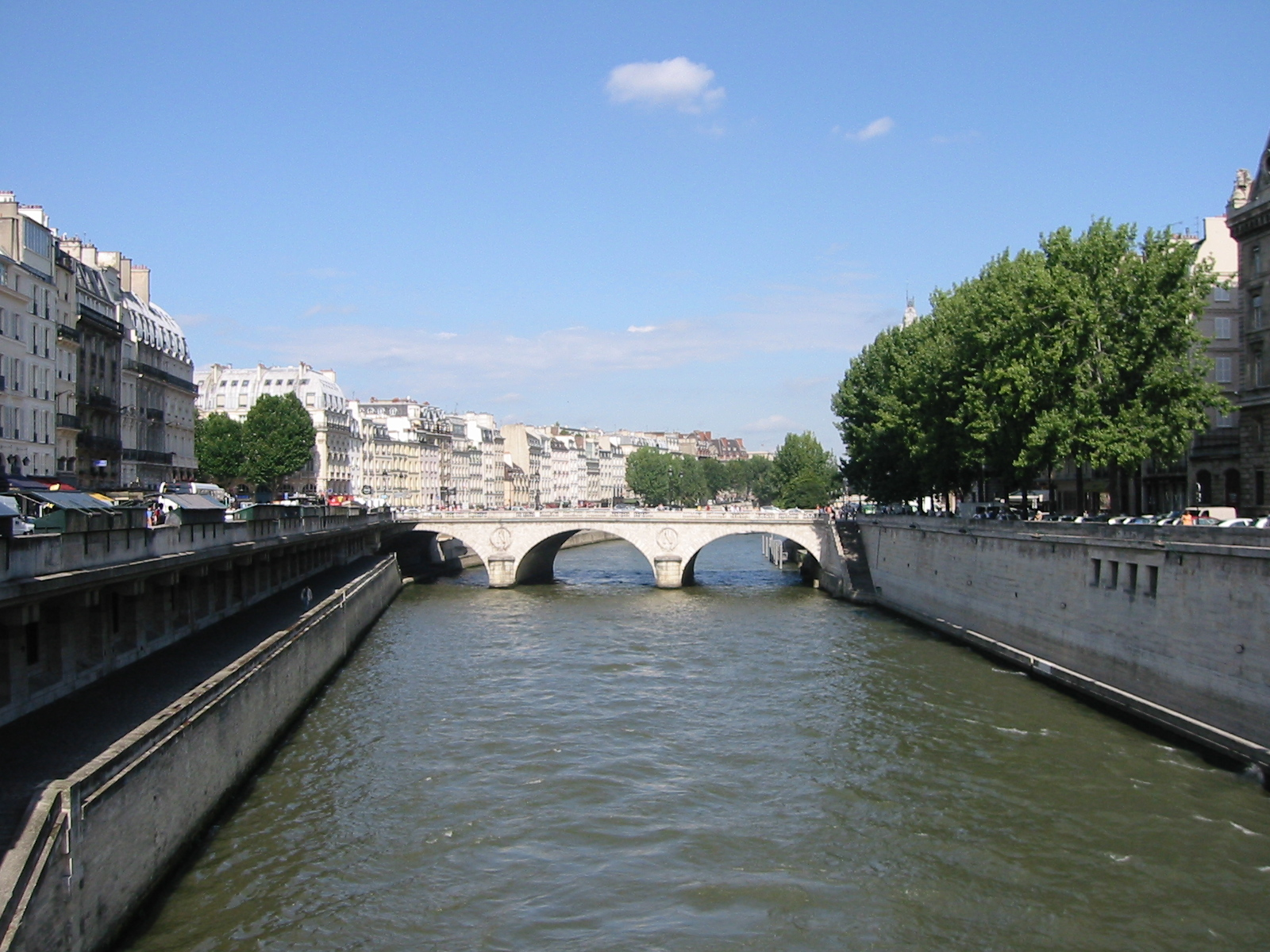
Міст Сен-Мішель з Малого мосту
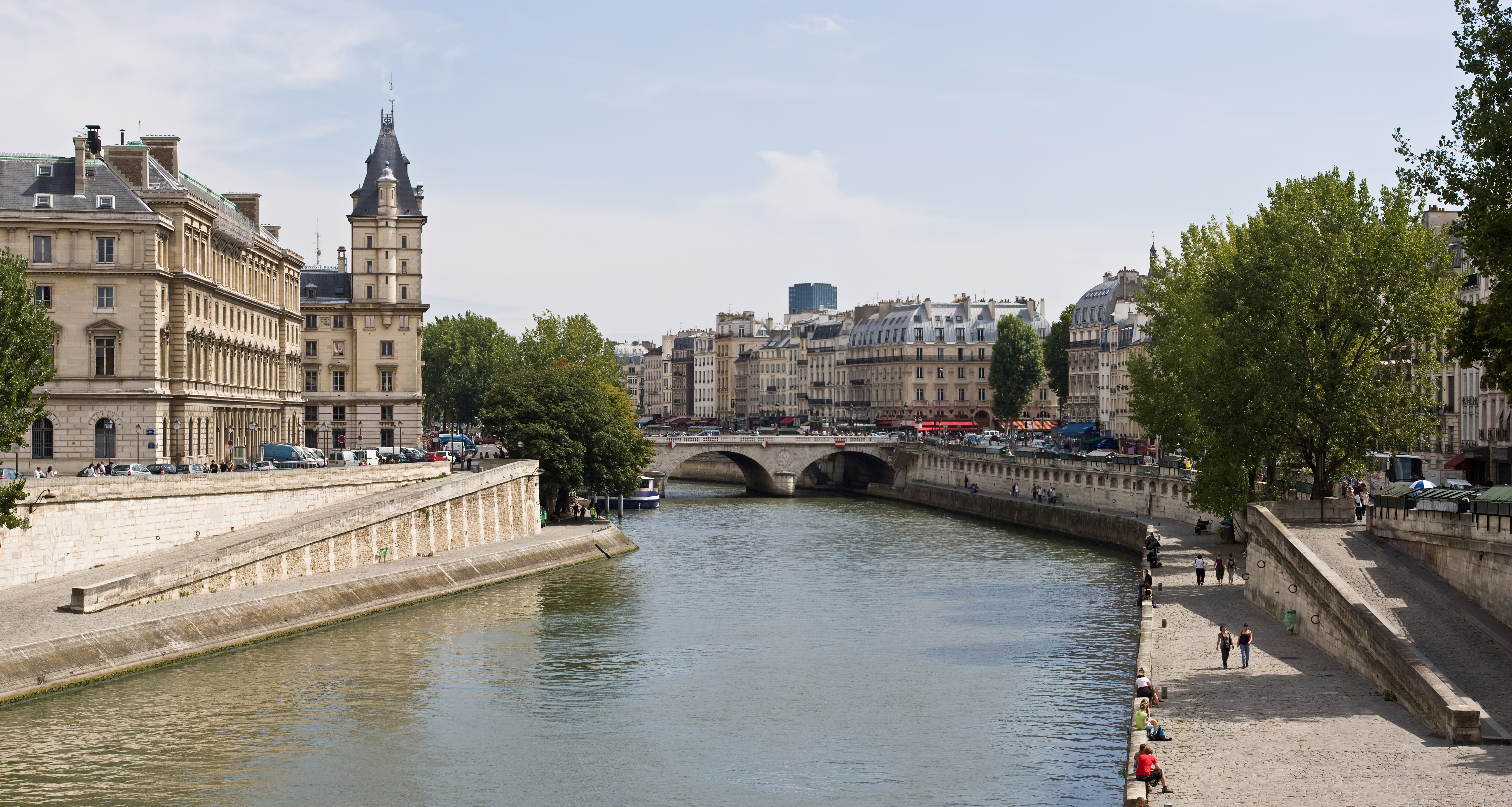
Міст Сен-Мішель з Пон-Неф
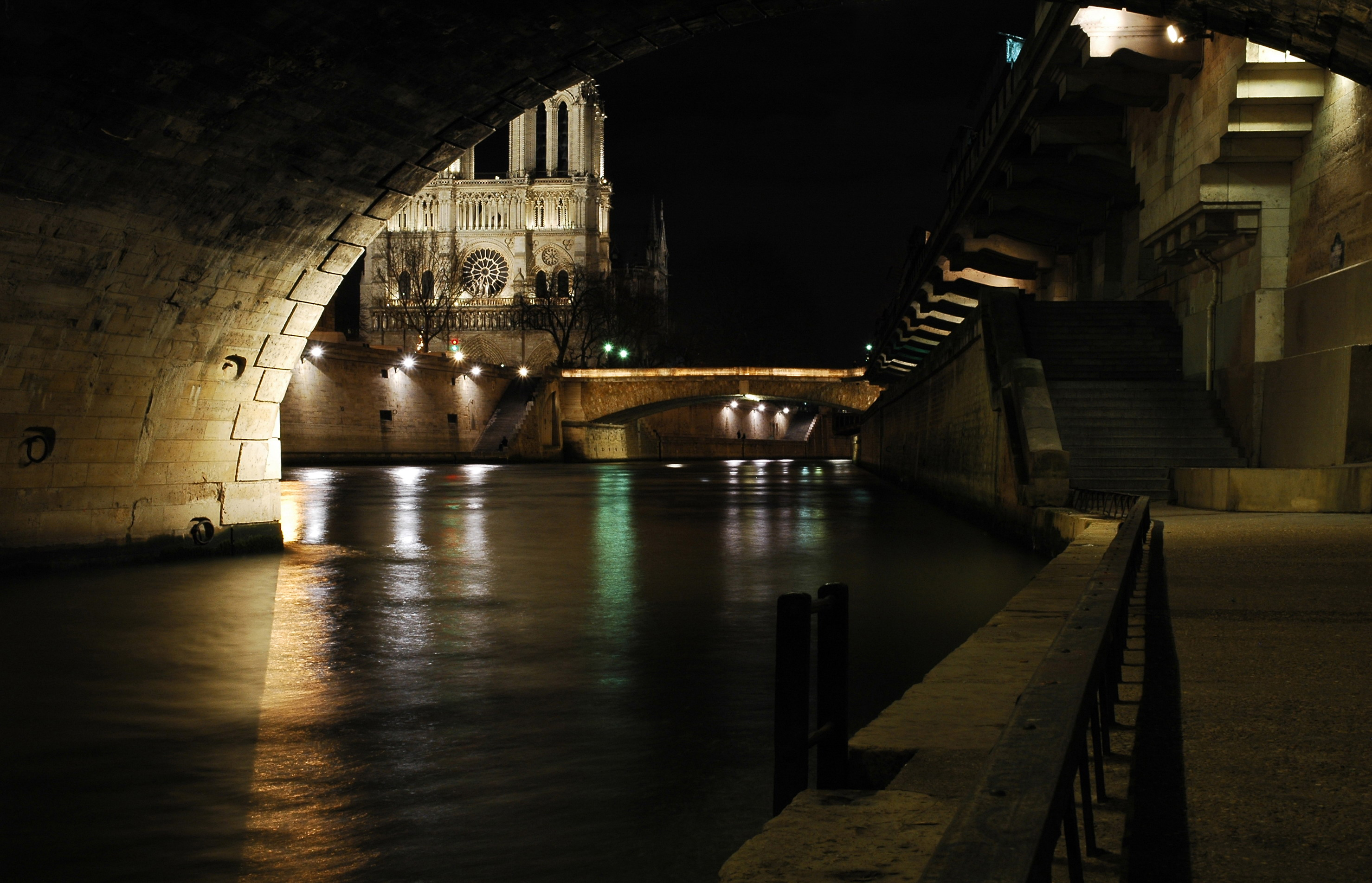
Собор Паризької Богоматері, що проглядає з-під мосту Сен-Мішель